# 吳萬石
吳萬石（1974年12月19日—），韓國男演員，名字常被音譯為吳滿錫。

## 演艺经历
畢業於韓國藝術綜合大學表演學系，是第一期學生，於1999年出道。早期以演出舞台劇為主，也有演出少量電影和連續劇。至2006年憑《葡萄園之戀》一劇一炮而紅，獲得KBS多個演技大賞獎項。表演領域極廣，縱橫于舞臺，電視，電影，及綜藝訪談節目中，也時常受邀擔任各頒獎禮主持人。
吳萬石從2008年開始也涉足舞臺導演及劇作改編，推出音樂劇導演處女作《快樂人生》，之後在多部作品中出任導演。

## 演出作品

### 電視劇
- 2003年：KBS《武人時代》飾演 楊彪
- 2005年：MBC《辛旽》飾演 元鉉
- 2006年：KBS《葡萄園之戀》飾演 張澤基
- 2006年：tvN《色慾都會》飾演 崔真範
- 2007年：SBS《外科醫生奉達熙》飾演 吳正民（客串）
- 2007年：SBS《王與我》飾演 金處善
- 2008年：KBS《最強七友》飾演 崔七迂的父親
- 2009年：KBS《大家一起恰恰恰》飾演 韓真宇
- 2010年：MBC《Road No. 1》飾演 北韓軍人（客串）
- 2011年：KBS《MSS 特殊搜查隊》飾演 盧哲基
- 2011年：SBS《武士白東修》飾演 思悼世子
- 2011年：MBN《What's up》飾演 申宇英
- 2012年：KBS《暴力羅曼史》飾演 秦憧秀
- 2013年：KBS《康哲本色》飾演 盧哲基
- 2013年：KBS《王家一家人》飾演 許世達
- 2013年：KBS《總理與我》飾演 黑道老大（第12集客串）
- 2016年：OCN《38師機動隊》飾演 朴德裴
- 2016年：tvN《又，吳海英》飾演 電影導演（客串）
- 2018年：MBC《檢法男女》飾演 都志翰（第13集開始）
- 2019年：JTBC《美麗的世界》飾演 吳振表
- 2019年：MBC《檢法男女2》飾演 都志翰
- 2019年：tvN《愛的迫降》飾演 趙哲強
- 2020年：JTBC《你好德古拉》飾演 牙醫 鍾秀
- 2021年：KBS《五月的青春》飾演 黃基南
- 2023年：SBS《花書生熱愛史》飾演 張太錵
- 2023年：JTBC《奇蹟的兄弟》飾演 李河那／KAI

### 電影
- 2004年：《Liar》
- 2006年：《殘酷的出勤》（客串）
- 2006年：《Fly Up》
- 2007年：《壽》
- 2007年：《我們社區》
- 2010年：《尋找金鐘旭》友情出演
- 2011年：《倒計時》
- 2016年：《奧萊》
- 2017年：《兄弟 》
- 2018年：《殺人小說》
- 2020年：《政客誠實中》友情出演張德俊

### 舞台劇
- 1999年：Faust
- 2000年：爾（飾演孔吉）--王的男人的舞台劇版
- 2001年：爾（飾演孔吉）--王的男人的舞台劇版
- 2003年：爾（飾演孔吉）--王的男人的舞台劇版
- 2004年：海鷗（飾演特列普列夫）
- 2004年：보이체크--woyzeck（飾演백치 칼-- Karl）
- 2006年：爾（飾演孔吉）--王的男人的舞台劇版
- 2010年：爾（飾演孔吉）--王的男人的舞台劇版
- 2011年：《True West》飾演哥哥-李
- 2016年：《True West》飾演哥哥-李
- 2018年：《Nassim》
- 2020年-2021年：《TheDresser》飾演諾曼

### 音樂劇
- 2001年：《애수의 소야곡,哀愁小夜曲》飾演창호
- 2001年：《The Rocky Horror Show》飾演洛基
- 2002年：《OH! HAPPY DAY》飾演에로스
- 2002年：《Forbidden Planet》飾演부선장
- 2003年：《인당수사랑가,印塘水愛之歌》
- 2003-2004年：《Grease》飾演丹尼/杜迪/尤金
- 2004年：《달고나》
- 2004-2005年：《사랑은비를타고》愛情乘雨而來 飾演동현東賢
- 2004-2005年：《가극 [금강],歌劇 錦江》飾演하늬
- 2005年：《Hedwig,Assassins,冬天的過客》
- 2005年：《搖滾芭比》首次演出韓語版Hedwig海德薇格，以撼動人心的演技征服觀眾的心，為創造韓國《搖滾芭比》神話的海德薇格始祖。
- 2006年：《尋找金鐘旭》飾演金鐘旭
- 2007年：《一天》飾演강영원
- 2008年：《내 마음의 풍금,記憶中的風琴》飾演姜東叔
- 2009年：《Dream Girls》夢幻女郎/飾演Curtis Taylor-柯蒂斯泰勒
- 2010年：《Toxic Hero》
- 2011年：《美女的煩惱》又名《200磅美女》飾演韓商浚
- 2012年：《Hedwig》
- 2013年：《Rebecca,蝴蝶夢》飾演 Maxim De Winter
- 2013年：《那些日子》飾演鈡赫
- 2014年：《Rebecca,蝴蝶夢》飾演 Maxim De Winter
- 2014年：《Kinky Boots,長靴妖姬》飾演 Simon/Lola
- 2015年：《Orchestra Pit》飾演 Conductor
- 2016年：《The Days,那些日子》飾演鍾赫
- 2017-2018年：《搖滾芭比》再度飾演韓語版Hedwig海德薇格，為韓國粉絲最為推崇的海德薇格。
- 2018年：《Man of La Mancha,夢幻騎士》飾演塞萬提斯/唐吉訶德
- 2018年：《搖滾芭比》台灣公演-再度飾演韓語版Hedwig海德薇格。
- 2018-2019年：《A Gentleman's Guide to Love and Murder,愛與謀殺的紳士指南》飾演The D'Ysquith Family
- 2019年：《搖滾芭比》十五週年-再度飾演韓語版Hedwig海德薇格。
- 2020-2021年：《A Gentleman's Guide to Love and Murder,愛與謀殺的紳士指南》飾演The D'Ysquith Family

## 執導作品
- 2008年：音樂劇《快樂人生》
- 2010年：音樂劇《記憶中的風琴》
- 2011年：音樂劇《記憶中的風琴》
- 2011年：音樂劇《Toxic Hero》
- 2015年：舞台劇《True West》
- 2016年：舞台劇《True West》
- 2017年：舞台劇《三日的雨》（並改編劇本）

## 綜藝節目
- 2012年：MBC《男心女心》主持
- 2014年：tvN《Taxi脫口秀》主持
- 2020年：JTBC《只有類型是喜劇》主持

## 獲獎記錄
- 2000年：韓國演劇協會－男子新人表演獎
- 2005年：第11屆音樂劇大賞－最佳男主角獎、人氣明星獎（Hedwig）
- 2006年：第12屆音樂劇大賞-人氣明星獎
- 2006年：KBS演技大賞－新人獎、人氣獎、最佳情侶獎（與尹恩惠）（葡萄園之戀）
- 2007年：第13屆音樂劇大賞-人氣明星獎
- 2007年：SBS演技大賞－連續劇部門 男子演技獎（王與我）
- 2009年：KBS演技大賞－日日劇部門 男子優秀演技獎（一起恰恰恰）
- 2014年：大邱國際音樂劇節-歌唱類明星賞
- 2019年：MBC演技大賞－月火劇部門 男子優秀演技賞（檢法男女2）

## 外部連結
- 官方网站
- 吳萬石的X（前Twitter）
- NAVER（页面存档备份，存于）